# Свободен
Свобо́ден (болг. Свободен) — село в Старозагорській області Болгарії. Входить до складу общини Раднево.

## Населення
За даними перепису населення 2011 року у селі проживали 130 осіб, з них 128 осіб (98,5%) — болгари.
Розподіл населення за віком у 2011 році:
Динаміка населення: